# Гряниківка
Гряниківка — село в Україні, у Дворічанській селищній громаді Куп'янського району Харківської області. Населення становить 607 осіб. До 2020 орган місцевого самоврядування — Тавільжанська сільська рада.
Село тимчасово окуповане російськими військами 24 лютого 2022 року.

## Географія
Село Гряниківка знаходиться на лівому березі річки Оскіл в місці впадання в неї річок Верхня Дворічна і Нижня Дворічна, є міст, вище за течією примикає до селища Дворічна, нижче за течією за 2 км — село Масютівка, на протилежному березі селище Дворічна, на відстані 2 км розташовані села Гороб'ївка і Тавільжанка. Поруч із селом залізнична станція Дворічна. Селом проходить автомобільна дорога Р79. Село оточене великими лісовими масивами (сосна).

## Історія
- 1825 — дата заснування.
- 7 (20) листопада 1917 року, відповідно до.Третього Універсалу Української Центральної Ради, увійшло до складу Української Народної Республіки[1].

12 червня 2020 року, відповідно до Розпорядження Кабінету Міністрів України  № 725-р «Про визначення адміністративних центрів та затвердження територій територіальних громад Харківської області», увійшло до складу Дворічанської селищної громади.
19 липня 2020 року, в результаті адміністративно - територіальної реформи та ліквідації Дворічанського району, село увійшло до складу Куп'янського району Харківської області.
7 лютого 2023 року окупанти обстріляли село.
18 лютого 2023 року окуповане армією росії

## Економіка
- Лісництво.
- Нафтобаза.
- «Райагрохім», ТОВ
- «Лісова казка», дитячий оздоровчий заклад.

## Об'єкти соціальної сфери
- Школа.